# Pere Galceran
Pere Galceran (fl. XII secolo) è stato un  cavaliere e trovatore della celebre famiglia catalana dei Pinos.
Le notizie biografiche che abbiamo di lui sono alquanto scarse, mentre della sua opera ci resta una sola tenzone, in lingua provenzale, En Gauseran, gardatz quai es lo pes, composta insieme a Guilhem de Berguadan. Martín de Riquer scopre una certa Brunissenda de Cartella che Pere avrebbe sposata nel 1180. Si pensa che il poeta catalano e questa Brunissenda abbiano potuto avere qualcosa a che fare con il roman di Jaufré.